# Crișcior
Crișcior è un comune della Romania di 4 189 abitanti, ubicato nel distretto di Hunedoara, nella regione storica della Transilvania.
Il comune è formato dall'unione di 4 villaggi: Barza, Crișcior, Valea Arsului, Zdrapți.
Di un certo interesse è la chiesa ortodossa, costruita verso la fine del XIV secolo. La chiesa, in uno stile tra il gotico ed il bizantino, contiene grandi frammenti di affreschi coevi con scene bibliche e ritratti di santi, mentre all'esterno, sulla parete settentrionale, sono visibili parti di un affresco del secolo successivo raffigurante il Giudizio Universale. L'abside venne ricostruita ed ampliata nel XIX secolo.